# Сен-Венсан-Жальмутье
Сен-Венса́н-Жальмутье́ (фр. Saint-Vincent-Jalmoutiers) — коммуна во Франции, находится в регионе Аквитания. Департамент — Дордонь. Входит в состав кантона Монпон-Менестероль. Округ коммуны — Перигё.
Код INSEE коммуны — 24511.

## География

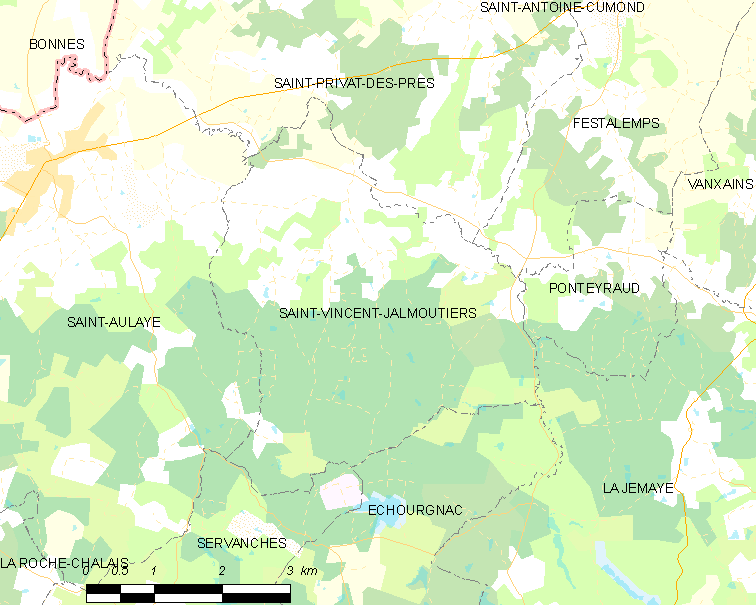
Карта коммуны

Коммуна расположена приблизительно в 440 км к югу от Парижа, в 75 км северо-восточнее Бордо, в 45 км к западу от Перигё.
На севере коммуны протекает река Ризон.

### Климат
Климат умеренный океанический со средним уровнем осадков, которые выпадают преимущественно зимой. Лето здесь долгое и тёплое, однако также довольно влажное, здесь не бывает регулярных периодов летней засухи. Средняя температура января — 5 °C, июля — 18 °C. Изредка вследствие стечения неблагоприятных погодных условий может наблюдаться непродолжительная засуха или случаются поздние заморозки. Климат меняется очень часто, как в течение сезона, так и год от года.

## Население
Население коммуны на 2010 год составляло 251 человек.
| 1962 | 1968 | 1975 | 1982 | 1990 | 1999 | 2010 |
| ---- | ---- | ---- | ---- | ---- | ---- | ---- |
| 303  | 243  | 247  | 236  | 239  | 213  | 251  |

## Администрация
| Период | Период | Фамилия      | Партия       | Примечания |
| ------ | ------ | ------------ | ------------ | ---------- |
| 1990   | 2020   | Робер Деност | Разные левые | пенсионер  |

## Экономика
В 2010 году среди 144 человек трудоспособного возраста (15-64 лет) 102 были экономически активными, 42 — неактивными (показатель активности — 70,8 %, в 1999 году было 66,4 %). Из 102 активных жителей работали 87 человек (52 мужчины и 35 женщин), безработных было 15 (7 мужчин и 8 женщин). Среди 42 неактивных 9 человек были учениками или студентами, 22 — пенсионерами, 11 были неактивными по другим причинам.

## Достопримечательности
- Церковь Св. Викентия (XII век). Исторический памятник с 1948 года[5]
- Замок Сен-Венсан (1873 год)

## Фотогалерея

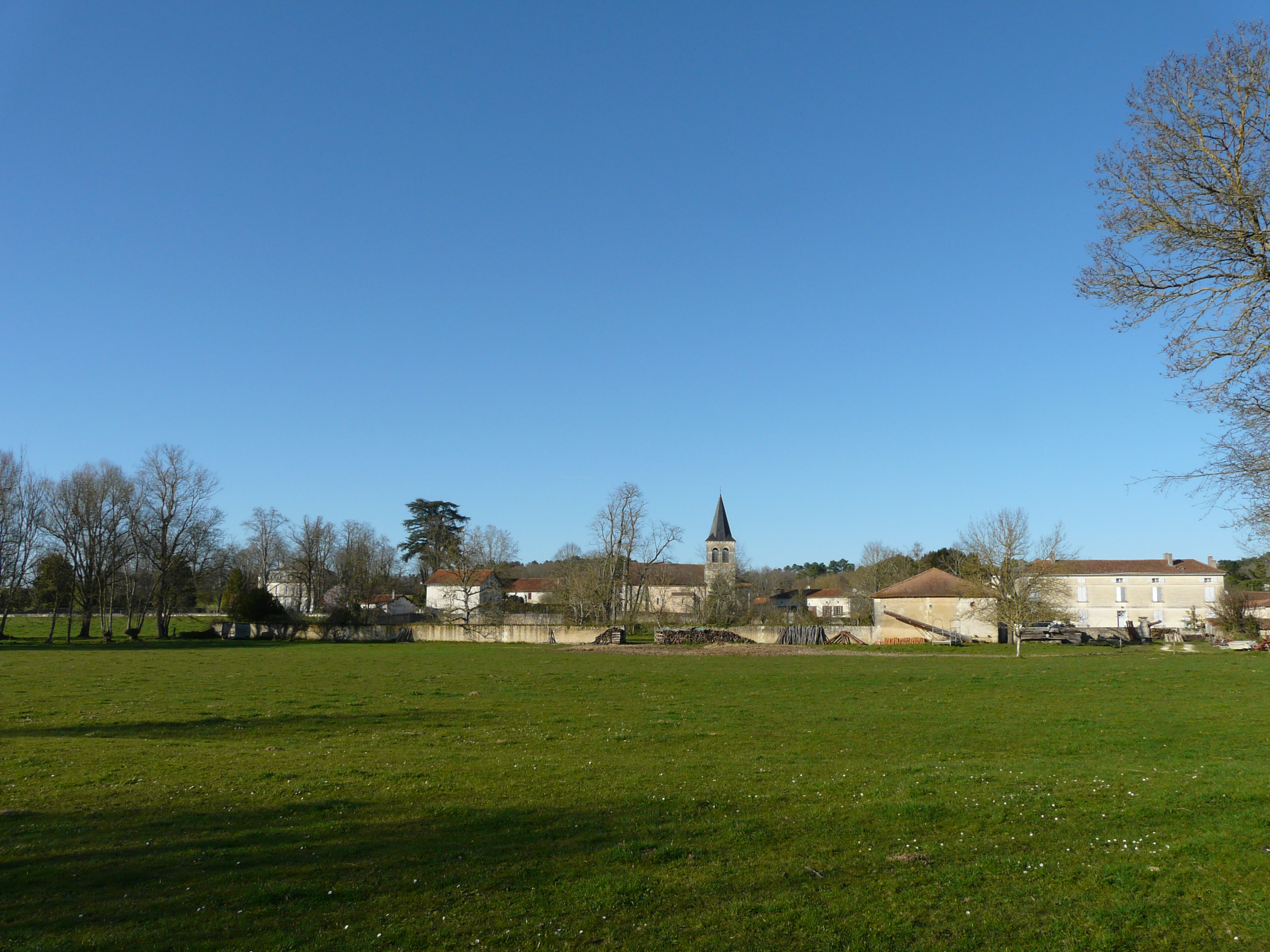
Сен-Венсан-Жальмутье
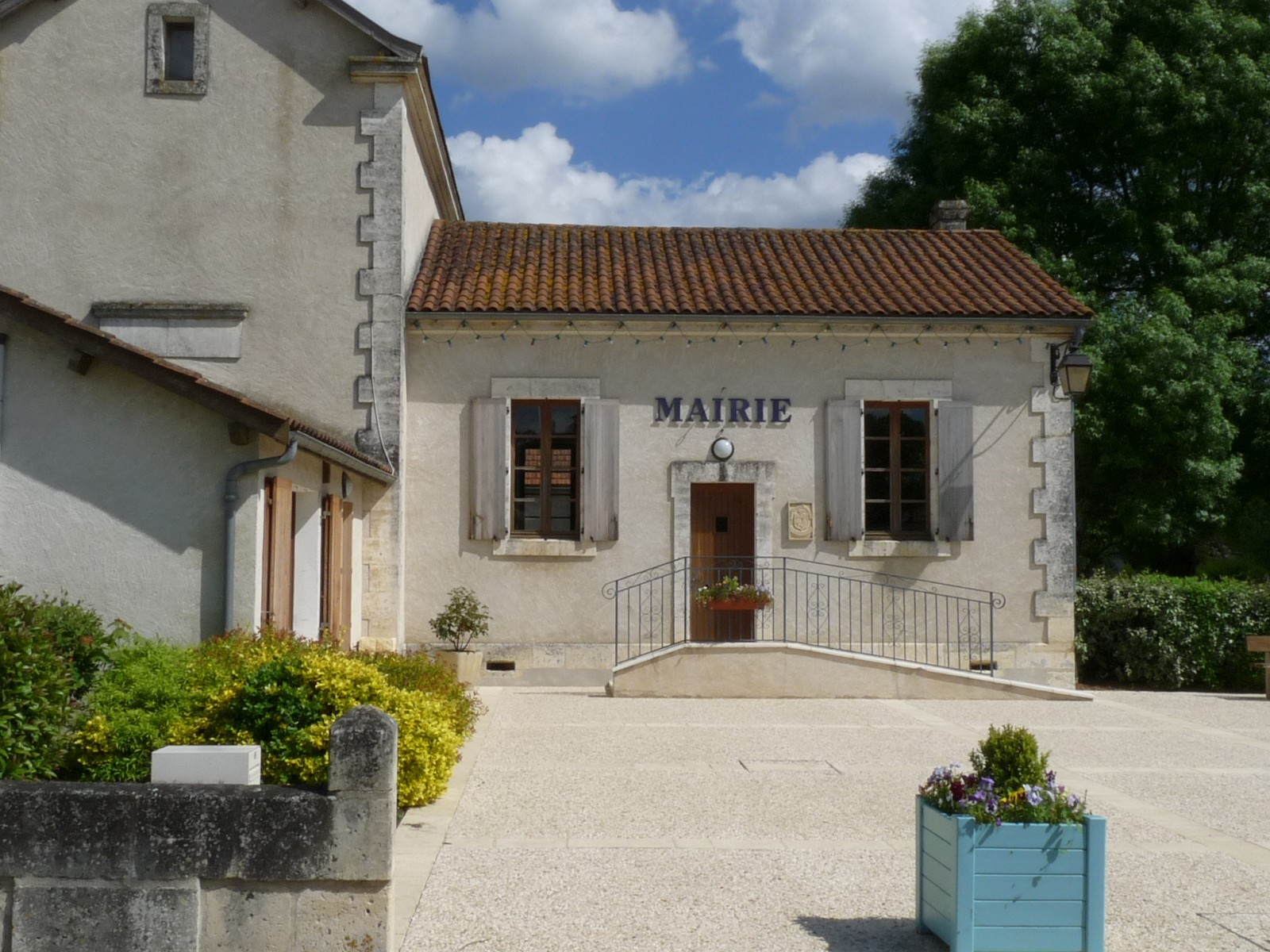
Мэрия
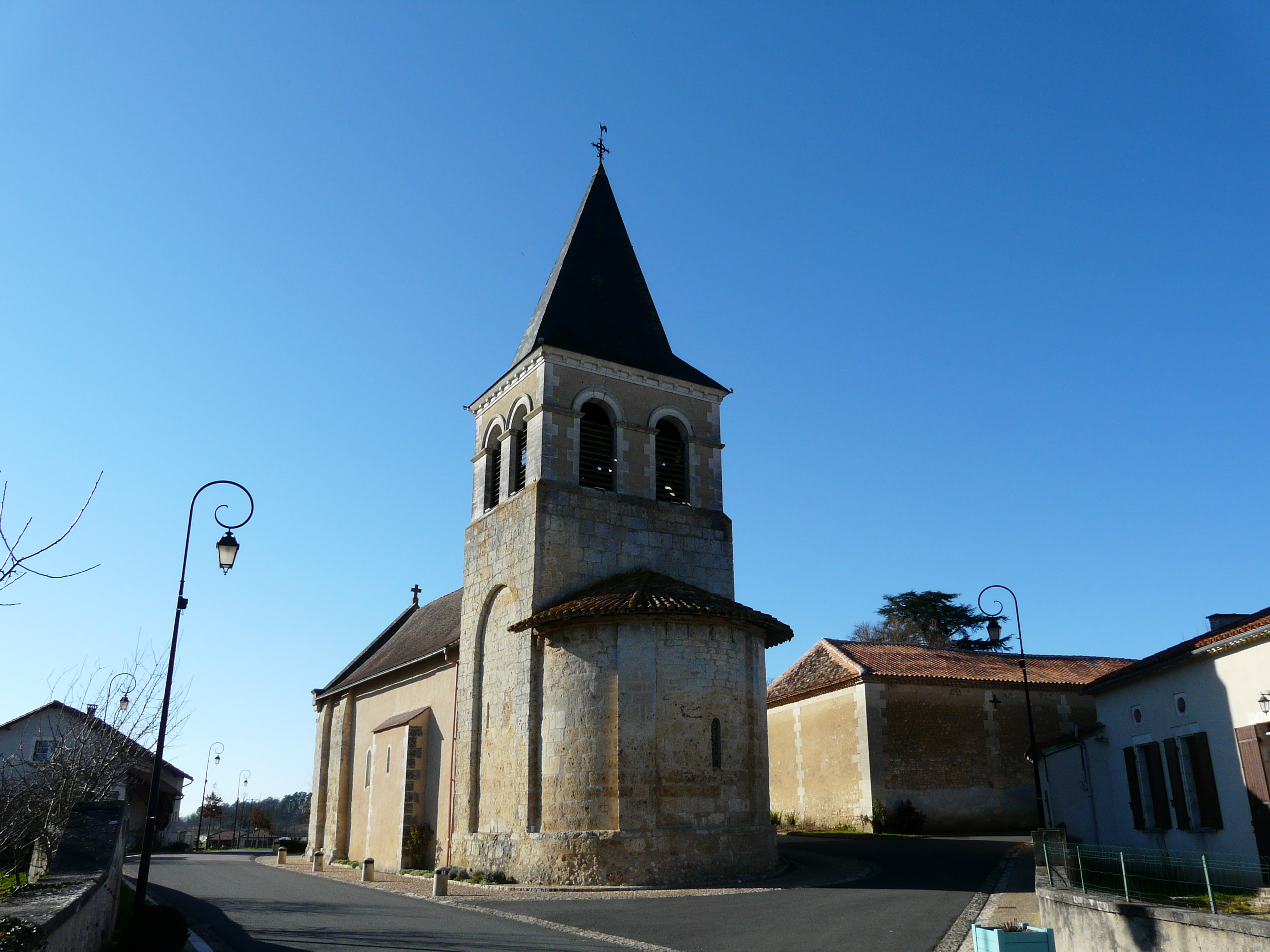
Церковь Св. Викентия
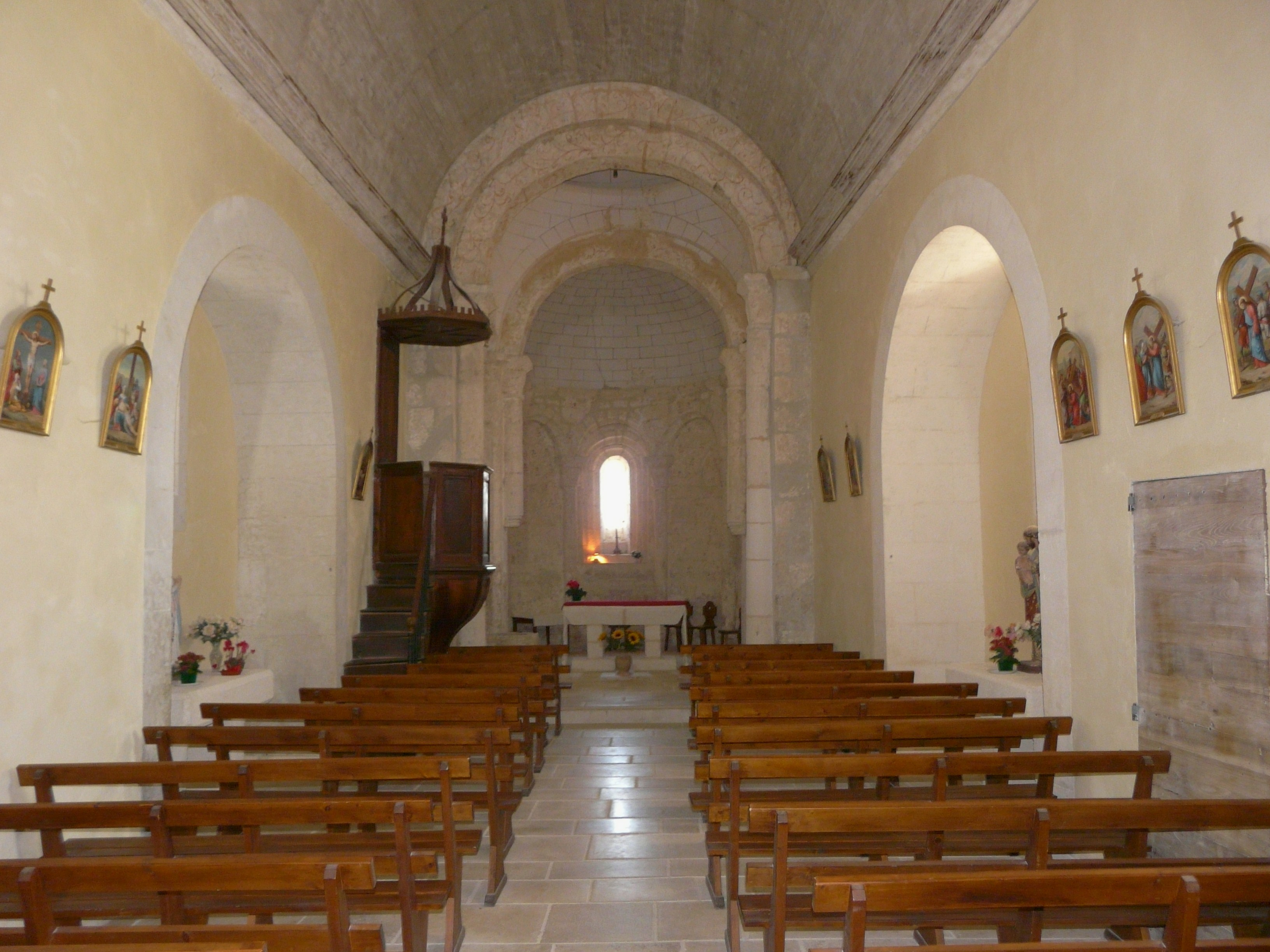
Интерьер церкви Св. Викентия
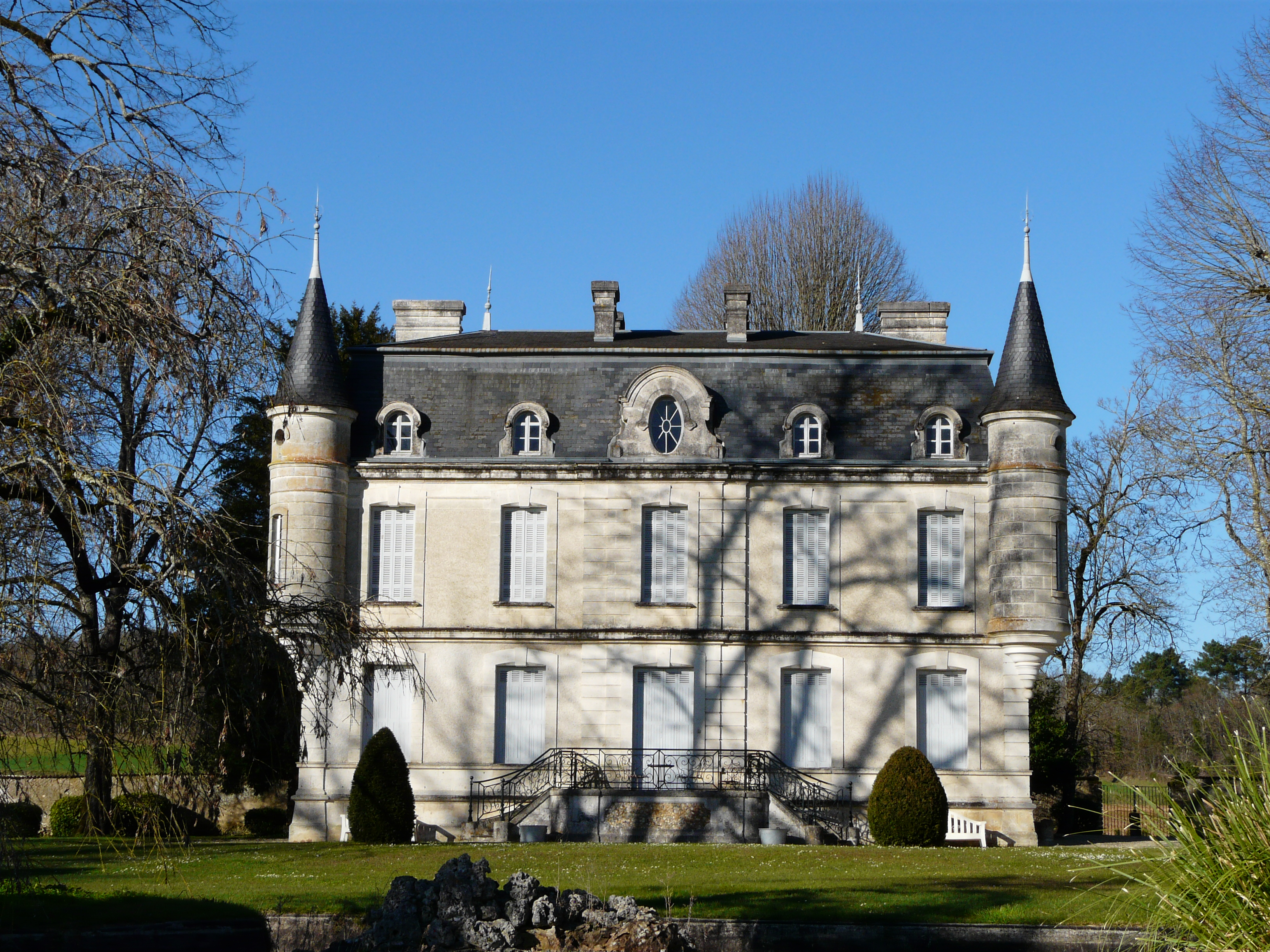
Замок Сен-Венсан
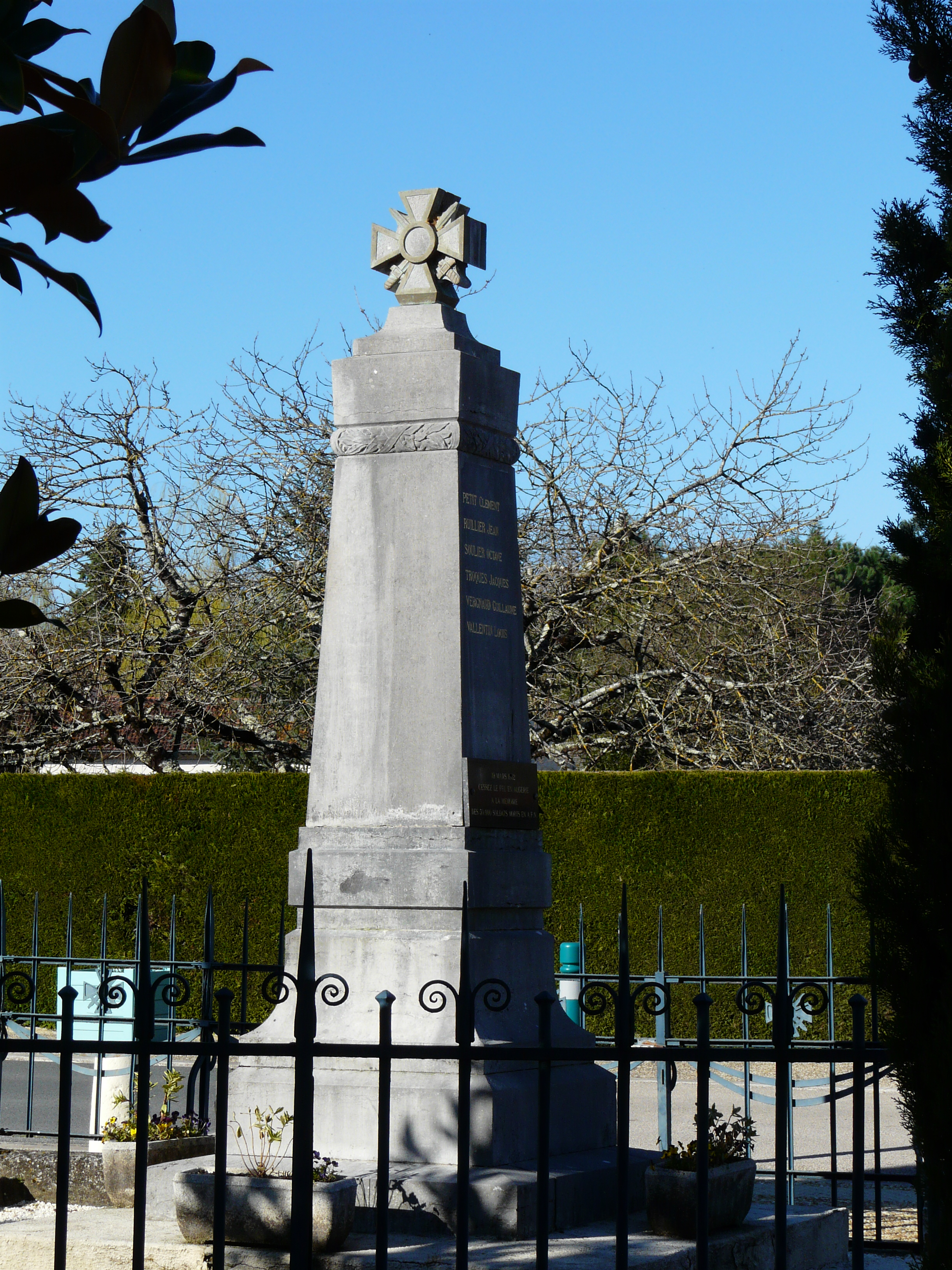
Военный мемориал
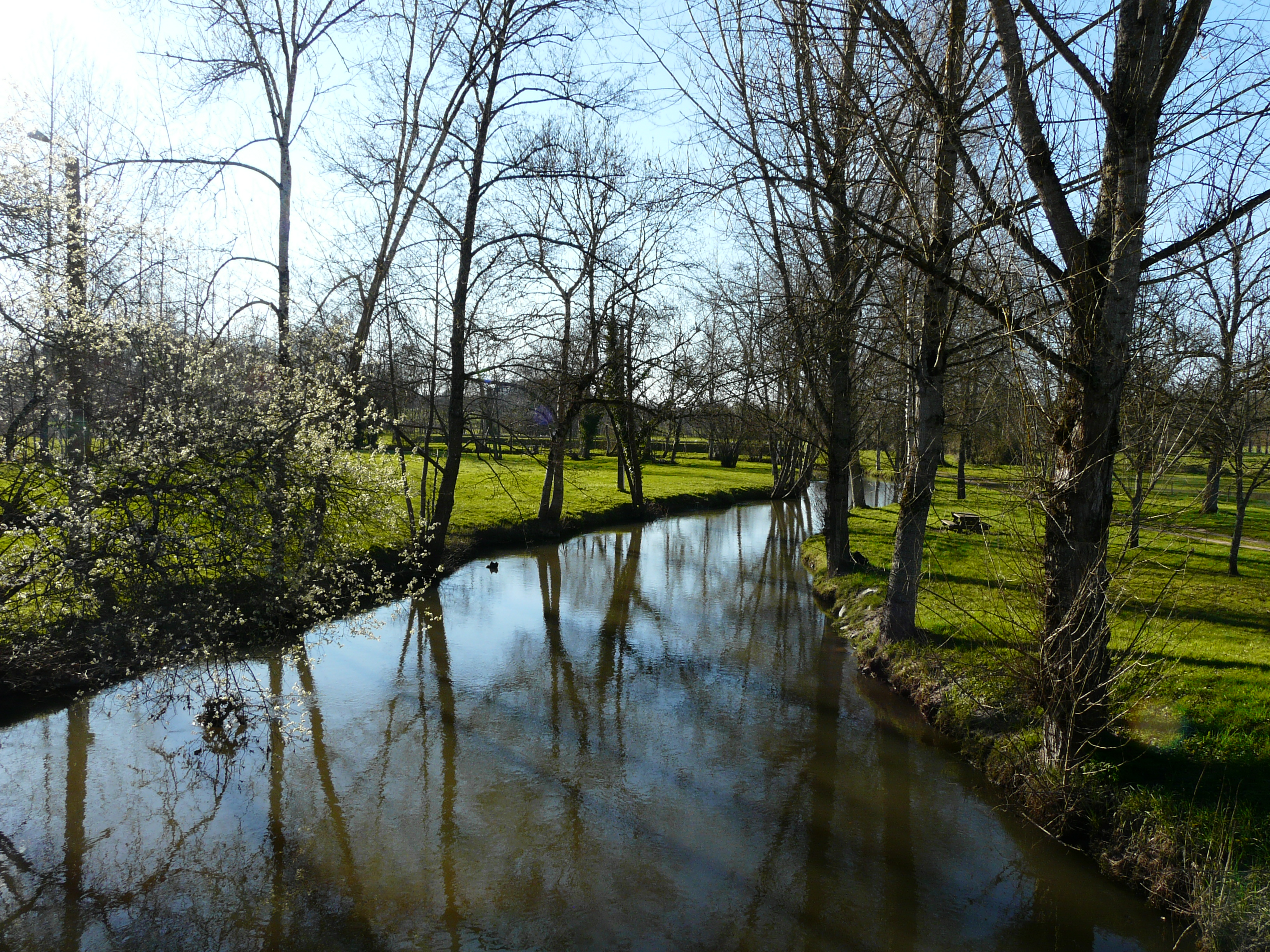
Река Ризон